# Костештій-дін-Дял
Костештій-дін-Дял (рум. Costeștii din Deal) — село у повіті Димбовіца в Румунії. Входить до складу комуни Продулешть.
Село розташоване на відстані 55 км на північний захід від Бухареста, 27 км на південь від Тирговіште, 138 км на схід від Крайови, 109 км на південь від Брашова.

## Населення
За даними перепису населення 2002 року у селі проживали 1027 осіб.
Національний склад населення села:
| Національність | Кількість осіб | Відсоток |
| -------------- | -------------- | -------- |
| румуни         | 984            | 95,8%    |
| цигани         | 42             | 4,1%     |

Рідною мовою назвали:
| Мова      | Кількість осіб | Відсоток |
| --------- | -------------- | -------- |
| румунська | 1021           | 99,4%    |
| циганська | 5              | 0,5%     |